# Teitelbaum rabbidinasztia
A Teitelbaum rabbidinasztia a haszidizmus egyik legnagyobb, leghíresebb, máig élő és virágzó rabbidinasztiája. Mai híveik "Szatmár dinasztiának" is nevezik.

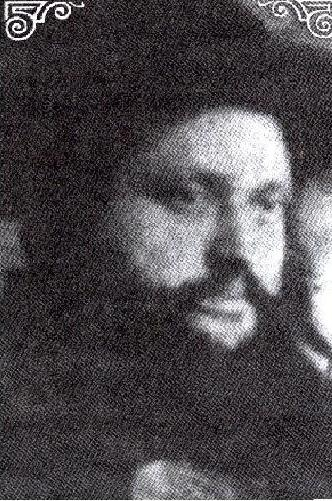
Haim Tzvi Teitelbaum (1884–1926), a harmadik szigeti rebbe

## Kialakulása

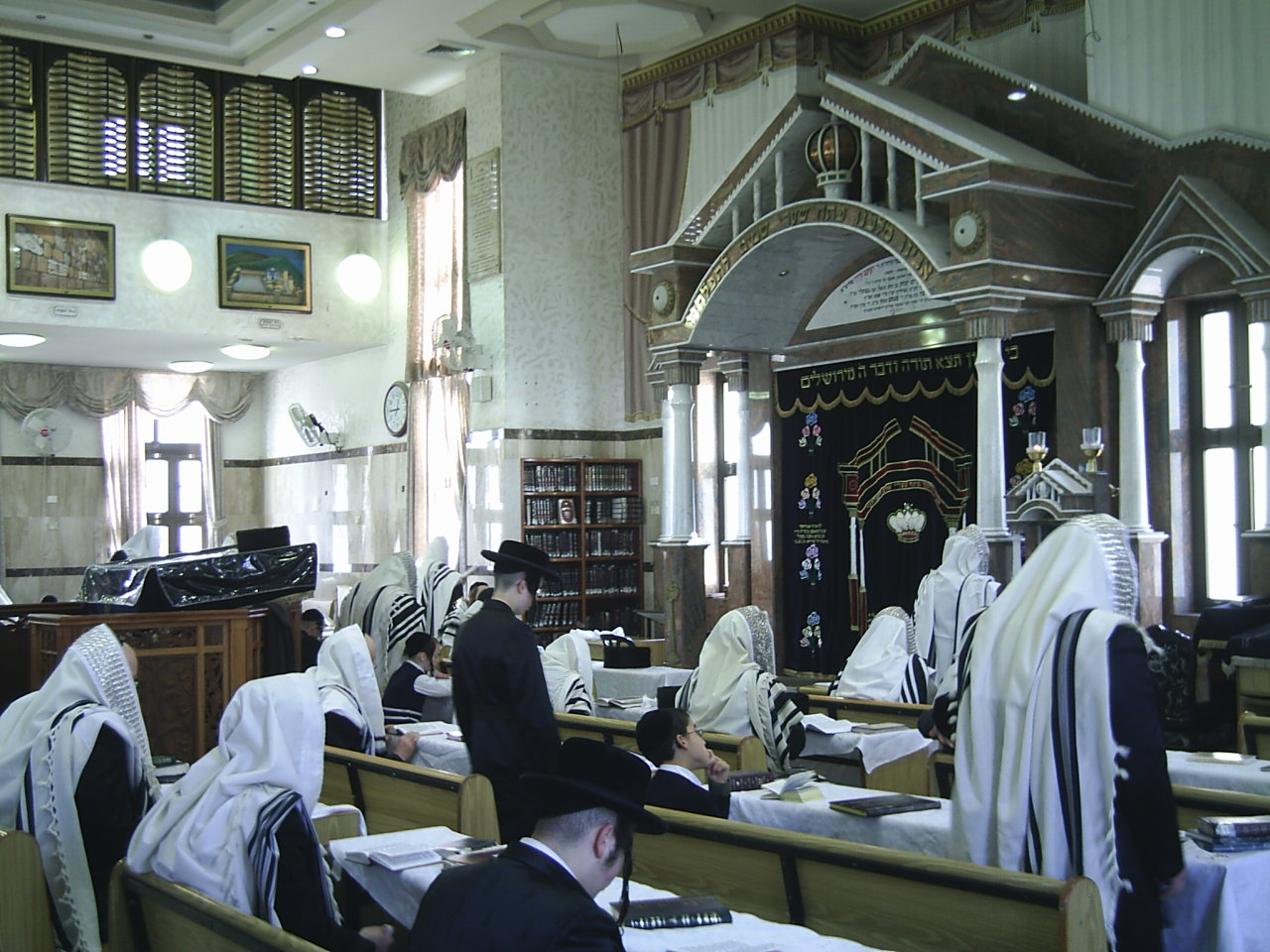
Szatmári haszidok imádkoznak Jeruzsálemben

A haszidizmus egy népi-kabbalista jellegű úgynevezett „örömvallás”, a zsidóságon belüli szellemi ébredési mozgalom, amely mindig nagy rebbék, caddikok vagy maggidok köré szerveződik.
Alapítója, Baál Sém Tóv (1698–1760) tanítványai között már tizenegy olyan rabbit találunk, aki miután végigment a maga tanulási folyamatán, önállósulva maga is rebbe lett, saját dinasztiát alapítva.
Ezek között találjuk Dov Ber (1710–1772) nagy maggidot, aki Międzyrzec Podlaski rebbéje lett.
Az ő tanítványa volt Eliméleh (1717–1786) leżajski rebbe, az ő tanítványa pedig Jitzchak Jákob (1745–1815), lublini rebbe.
Jitzchak Jákob rebbe tanítványai közt találjuk a Teitelbaum rabbidinasztia első nagy képviselőjét, alapítóját, egyben egyik leghíresebb alakját, Teitelbaum Mózest, a későbbi újhelyi rebbét.

### Máramarossziget
Teitelbaum Mózestől indul tehát a Teitelbaum dinasztia, mely Drubitsch városán keresztül aztán Máramarosszigetre kerül, és ez a város válik a Teitelbaumok legfőbb fellegvárává.
Hosszú időn keresztül tartják kezükben a város haszid zsidóságának hitéletét. Szigetről kiindulva számos más város rabbi-székét is megszerzi a család, melynek rabbijai a szigeti rebbének vannak alárendelve (ez nem kötött szabály, hanem önkéntes kötődés).
Itt működnek legfontosabb intézményeik, jesiváik, iskoláik.
Idővel Máramaros majd minden rabbiszékét a Teitelbaumok töltötték be, de bőven ellátták utánpótlással a környező megyék esetleg megüresedő rabbiszékeit is.

### Szatmárnémeti

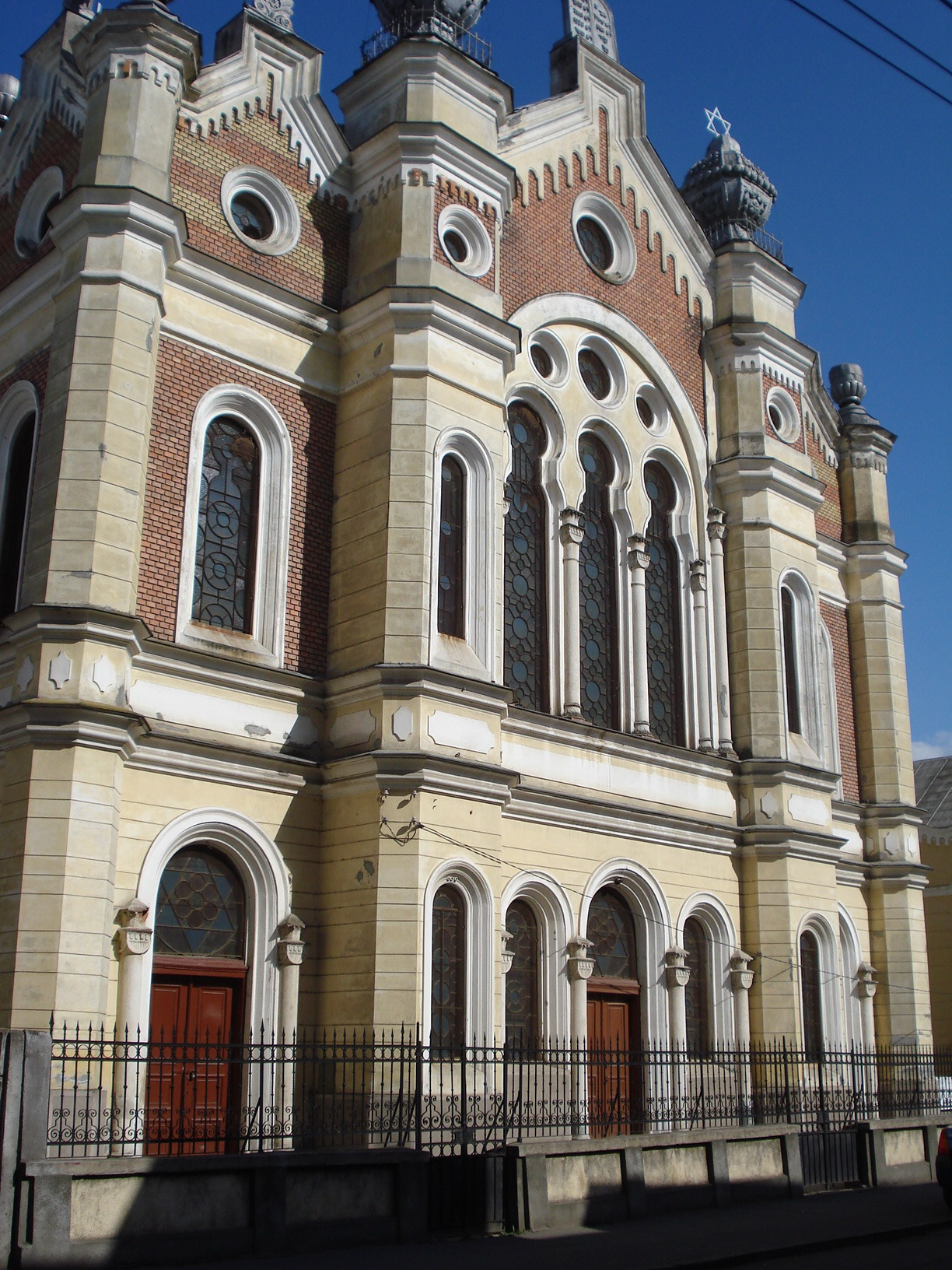
A Várdomb utcai zsinagóga (ortodox nagyzsinagóga) Szatmárnémetiben. Itt volt főrabbi az első szatmári rebbe, Teitelbaum Joel.

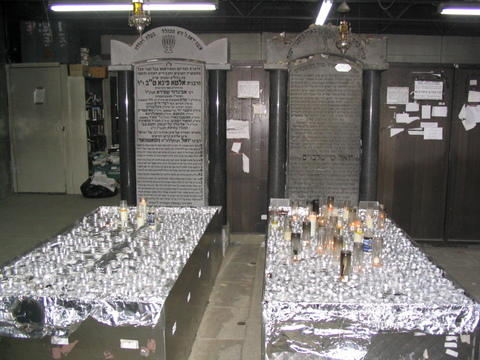
Teitelbaum Joel, az első szatmári rebbe és felesége, Alte Feiga Teitelbaum rebbecen sírja Kiryas Joelben (Joel városában)

Szatmárnémeti ortodoxiájának vezetésére kalandos úton tett szert a Teitelbaum dinasztia.
Szatmárnémeti zsidósága többé-kevésbé emancipált zsidókból állt, akik azonban hagyományosan az ortodoxiát követték, de egyre inkább a neológok polgárosult életét élték, illetve az asszimiláció útjára léptek.
Jelentős neológ közösség nem létezett ugyan Szatmárnémetiben, a status quo (mint afféle középút) hitközség erős volt, hívei jómódú polgárok. De az ortodox hitközség zsidósága sem szerette a külsőségeket, a kaftánt, a pájeszt, stb, noha a vallást nagyon szigorúan tartották.
Szatmárnémeti (akárcsak Nagyvárad, vagy éppen Budapest) hagyományosan elutasította a haszidizmust, követőitől elzárkózott, sőt, nem ritkán lenézte.
Szatmár módosabb zsidói nem egyszer kifejezetten követelték az elöljáróságtól, hogy ne engedje letelepedni az általában igen szegény „kaftánosokat”, akik szerintük az ő hírnevüket rontották a város polgárai közt.
Épp ezért volt különösen nehéz dolog a Teitelbaumoknak éppen Szatmárra elkerülni - ezt egyébként véletlenek (haszid hitük szerint csodák) sorának köszönhették:
Amikor Haim Tzvi Teitelbaum szigeti rebbe váratlanul elhunyt, örököse, Jehuda Jekutiel Teitelbaum még nem töltötte be a 12 életévét sem. A szokás szerint a rebbét az elsőszülött fia kellett volna kövesse, ám ő ehhez túl fiatal volt.
Az elhunyt Haim Tzvi Teitelbaum rebbe édesanyja, a korábbi rebbe felesége még élt, és - érthető módon - nagy hatalma volt a hitközségben. Ő kedvencét, legkisebb fiát, Joel Teitelbaumot akarta a rebbeszékben látni, amiért minden tekintélyét és erejét latba vetette.  
Minden követ megmozgatott, hogy az elhunyt rebbét ne a 12 éves fia (az ő unokája), hanem legszeretettebb Joelje kövesse - de elutasították. 
A hitközség (amelyben Joel nagy tiszteletnek, ám nem túl nagy szeretetnek örvendett) ragaszkodott az örököshöz, Joelt pedig annak ellenére visszautasították, hogy az anya még precedenssel is példálózott (azzal érvelt, hogy 1880-ban meghalt a harmadik rebbét, Jehuda Jekutielt, sem az elsőszülött Mose Joszef követte, hanem a másodszülött Hanania Jom Tov).
A hitközség azonban „gyámot” rendelt az ifjú rebbe mellé, de ragaszkodott hozzá, hogy ő kövesse apját, a hagyományoknak megfelelően.
Az elutasítás hatására Joel és édesanyja olyannyira megsértődtek, hogy el is hagyták a várost (a közhit szerint Joel anyja sosem tért vissza, még látogatóba sem Szigetre), és végül Nagykárolyban találtak megürült rabbiszéket Joel számára.
Nem sokkal károlyi letelepedésük után Joelt - érdemeire való tekintettel - meghívták Szatmárnémetibe, ahol aztán ő lett a főrabbi.
Szatmár zsidóságát soha nem sikerült teljesen haszidizálnia, ragaszkodtak a hagyományos ortodoxiához (nem is nevezték rebbének Joelt, hanem főrabbinak), Joel mégis a legmeghatározóbb szatmári rabbivá vált rövid időn belül.
Noha nem volt a legjobb viszonyban vejével, korábbi máramarosszigeti ellenfelével, Jehuda Jekutiel Teitelbaummal, a köztük lévő ellentét folyamatosan csökkent, ahogy Joel hatalma nőtt (sértettsége pedig fogyott). Ezt jelzi, hogy egyik lányát (csak lánygyermekei voltak) hozzá is adta feleségül.

### A holokauszt
A Teitelbaum dinasztia számára is sötét borzalmakat hozott a holokauszt, ahogyan híveik számára is. A legtöbben életüket vesztették, akik túlélték, elvesztették családjukat, szeretteiket, híveiket.
Joel Teitelbaum volt az egyetlen, aki megmenekült a holokauszt borzalmaitól, a „Kasztner-vonaton”. Korábbi ellenségeskedésük ellenére vejének, Jehuda Jekutiel Teitelbaum szigeti rebbének is felajánlotta, hogy tartson vele Svájcba, de sem feleségét, sem gyerekeiket nem viheti, és nem szólhat senkinek a titkos lehetőségről. Híveit és családját az Örökkévalóra kell bíznia.
Jehuda Jekutiel Teitelbaum visszautasította Joel ajánlatát, és hívei élén ment a haláltáborba. Felesége és gyermekei szintén életüket vesztették valamennyien.
Túlélők szerint egyetlen batyut és egy fabotot vitt magával, és mindig haszidjai élén haladva ment elöl (a biztos halálba), amikor bevagonírozták őket.
Teitelbaum Mózes, Jehuda Jekutiel Teitelbaum öccse (Joel unokaöccse) túlélte a holokausztot, miután Auschwitzból Traglitzba, majd pedig Theresienstadtba került (itt érte a felszabadulás), de elvesztette feleségét és valamennyi gyermekét a Soá alatt.
Később Amerikában kezdett új életet szigeti rebbeként (újraházasodott, második házasságából négy fia született), majd Joel Teitelbaum halála után ő lett a második szatmári rebbe.

### Amerika és Izrael

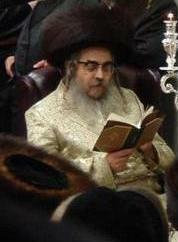
Teitelbaum Áron, harmadik (Kiryas Yoel-i) szatmári rebbe Hanukán a Kiryas Joel-i zsinagógában

A világháború után Amerikában és Izraelben alakult ki az úgynevezett Szatmár haszid, más néven szatmári haszid mozgalom, Teitelbaum Joel vezetésével.
Ehhez már csak a haszid vagy haszidizálódott szatmári zsidók csatlakoztak, akik szatmári rebbének tekintették és nevezték Joelt. Ez lett a Szatmár haszidizmus legfőbb vallási vezetőjének kijáró megszólítás.
A Szatmár mozgalomhoz csatlakoztak az egykori máramarosszigeti holokauszttúlélő haszidok is, de más haszid irányzatok képviselői, sőt, korábban nem haszid zsidók is néhányan.

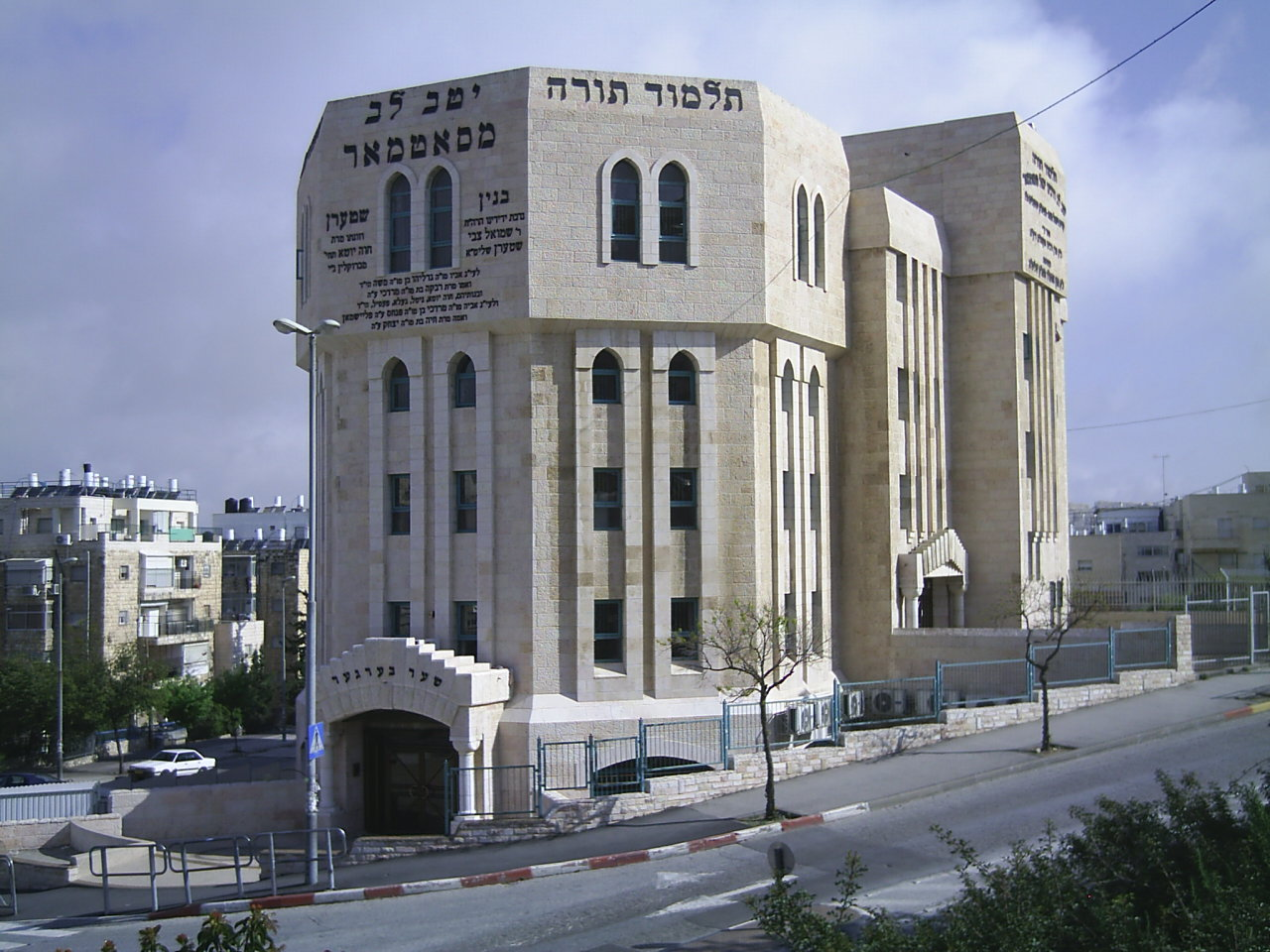
Szatmári Súl és Jesiva Jeruzsálemben

A Szatmár haszid mozgalom a zsidóságon belül az egyik legnagyobb haszid felekezet. Amerikában, Kanadában, Izraelben mintegy 100 000 követője van, élén pedig jelenleg is a Teitelbaum rabbidinasztia áll.
A korábbi szatmári rebbe, Teitelbaum Mózes halála után kétértelmű végrendelkezése miatt örökösödési harc kezdődött első és harmadik fia között, melynek következtében az irányzat ketté szakadt.
Jelenleg két szatmári rebbe is van: Aaron Teitelbaum és Yekusiel Yehuda Teitelbaum rebbék.
Második fia, Chananyah Yom Tov Lipa Teitelbaum a megtisztelő (ám kevésbé jelentős hatalommal és közösséggel járó) zentai rebbe címet, és ő vezeti a Szatmár haszid mozgalom legfontosabb oktatási intézményét, a williamsburgi sült, negyedik fia pedig Aaron rebbét támogatja (rabbiként).

## A Teitelbaum rabbidinasztia családfája

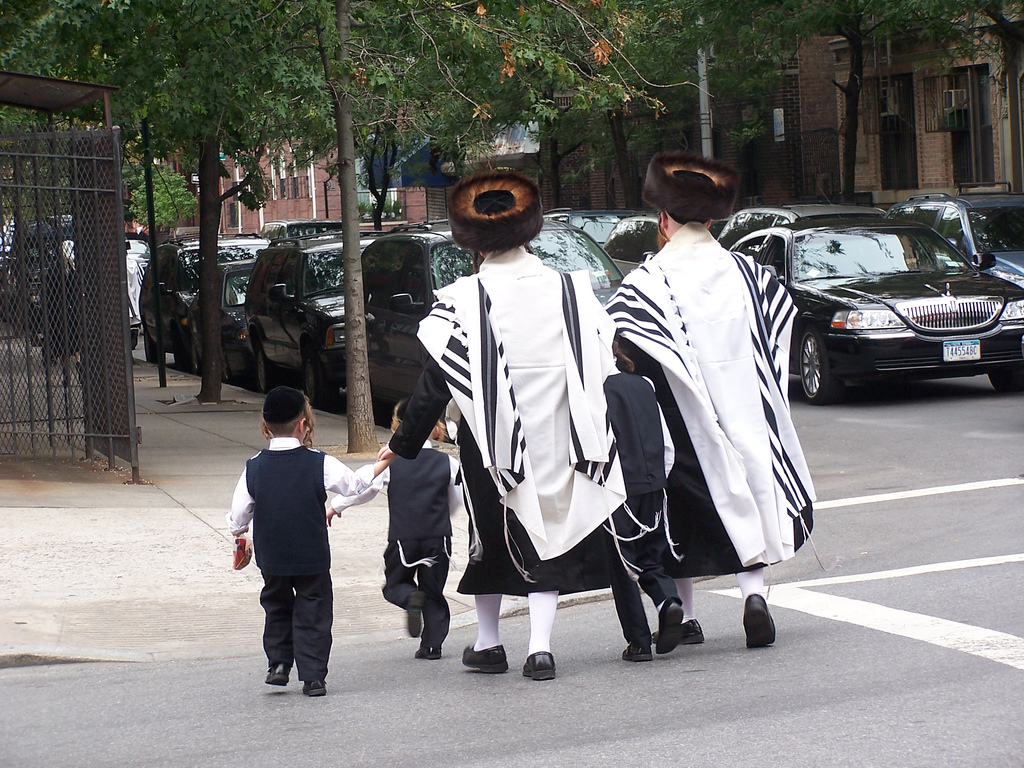
Szatmári haszidok imalepelben Brooklynban

- 1.Teitelbaum Mózes(I.) sátoraljaújhelyi rebbe (1759–1841).
  - 2. fia, Eliezer Nissan Teitelbaum drubitschi rebbe (1786–1854)
    - 3. fia, Jekusiel Jehuda Teitelbaum(I.) szigeti rebbe (1808–1883).
      - 4. fia, Hananjah Jom Tov Lipa Teitelbaum szigeti rebbe (1836–1904)
        - 5. Haim Tzvi Teitelbaum szigeti rebbe (1884–1926), Hananjah Jom Tov Lipa Teitelbaum idősebb fia.
        - 5. Teitelbaum Joel (1887–1979), szatmári rebbe Hananjah Jom Tov Lipa Teitelbaum legkisebb fia.
          - 6. Jekusiel Jehuda Teitelbaum(II.) szigeti rebbe (1911–1944), Haim Tzvi Teitelbaum fia, Joel Teitelbam veje.
          - 6. Teitelbaum Mózes (Szatmár)(II.) (1914–2006), szatmári rebbe, Haim Tzvi Teitelbaum fia.  
            - 7. Aaron Teitelbaum, jelenlegi szatmári rebbe (1949–), Kiryas Joel székhellyel, Teitelbaum Mózes (Szatmár) legidősebb fia. A vizhnitzei dinasztia rebbéj;nek, Moshe Yehoshua Hagernek a veje.
              - 8. Menachem Mendel Teitelbaum rabbi, az Aaron Teitelbaum rebbéhez tartozó kisebb williamsburgi Szatmár haszid közösség rabbija, korábban az antwerpeni Szatmár haszid hitközség rabbija. Aaron Teitelbaum rebbe idősebb fia.
              - 8. Haim Tzvi Hirsh Teitelbaum rabbi, a williamsburgi „Sziget zsinagóga” rabbija, Aaron Teitelbaum rebbe kisebbik fia.

            - 7. Hananjah Yom Tov Lipa Teitelbaum, Teitelbaum Mózes (Szatmár) második fia, a Szatmár haszid „Zentai Berach Mose” hétvégi sül elnöke Williamsburgben, „zentai rebbe”.
            - 7. Jekusiel Jehuda (Zalman Leib) Teitelbaum (1952–), jelenlegi szatmári rebbe, Williamsburg székhellyel, Teitelbaum Mózes (Szatmár) harmadik fia.
              - 8. Rabbi Haim Tzvi Teitelbaum, a jeruzsálemi Szatmár haszid hitközség rabbija, Jekusiel Jehuda (Zalman Leib) Teitelbaum rebbe nagyobbik fia.
              - 8. Jákob Dov Ber Teitelbaum rabbi, a Boro Park-i „Sziget zsinagóga” rabbija. Jekusiel Jehuda (Zalman Leib) Teitelbaum rebbe kisebbik fia.

            - 7. Shulom Eliezer Teitelbaum rabbi, egy kis Szatmár haszid zsinagóga rabbija Boro Parkban (15. utca), Teitelbaum Mózes (Szatmár) rebbe negyedik, egyben legkisebb fia. Közössége idősebb bátyjához, Aaron Teitelbaum rebbéhez tartozik, őt ismeri el szatmári rebbének.
            - 7. Dávid Dov Berish Meisels rabbi, a legfőbb Boro Park-i sül vezetője, Teitelbaum Mózes (Szatmár) veje. Aaron Teitelbaum rebbét ismeri el.
              - 8. Haim Tzvi Meisels rabbi, az Aaron Teitelbaum rebbét követő Bnei Brak-i hitközség vezetője, Dávid Dov Berish Meisels rabbi fia.
              - 8. Mordechai Aharon Meisels rabbi, az Ichud HaTalmidim D'Satmar hitközség rabbija, közkedvelt mohél (körülmetélő) Williamsburgben. Aaron rebbét ismeri el.

            - 7. Dávid Meisels rabbi, Szatmár haszid vezető a kanadai Montreálban. Teitelbaum Mózes (Szatmár) veje.
            - 7. Haim Joshua Halberstam rabbi, K'hal Va'Yoel Moshe Szatmár rabbija Monsey-ben. Teitelbaum Mózes (Szatmár) rebbe veje.

## Külső hivatkozások

### Magyar nyelven
- Szatmári hasszidizmus
- Magyar zsidó lexikon. Szerk. Ujvári Péter. Budapest: Magyar Zsidó Lexikon. 1929. 887. o.  Online elérés

### Angol nyelvű
- Biography angol nyelven az OU.org-on.
- „My Neighbor, My Father, The Rebbe” angol nyelven
- His grave on „Find a grave” angol nyelven